# Arcadie Ursul
Arcadie Ursul (n. 28 iulie 1936, Ocna Roșie, RSS Ucraineană, URSS – d. 5 noiembrie 2020) a fost un filozof moldovean, membru titular al Academiei de Științe a Moldovei.
Între anii 1986-1988 a îndeplinit funcția de vicepreședinte al Academiei de Științe a Moldovei.